# جويل ماتيب
جوب جويل أندريه ماتيب (بالألمانية: Job Joël André Matip؛ مواليد 8 أغسطس 1991) هو لاعب كرة قدم كاميروني سابق كان يلعب في مركز قلب الدفاع.

## مسيرته الكروية

### مسيرة مبكرة
بدأ ماتيب مسيرته الكروية مع نادي ويتمار 45 قبل أن ينضم ل‍نادي بوخوم.
بعد ثلاث سنوات أمضاها ماتيب مع نادي بوخوم قام الكشافة في نادي شالكه بعد رصد اللاعب بعرضه على الإدارة والتعاقد معه في يوليو من عام 2000.

### شالكه 04

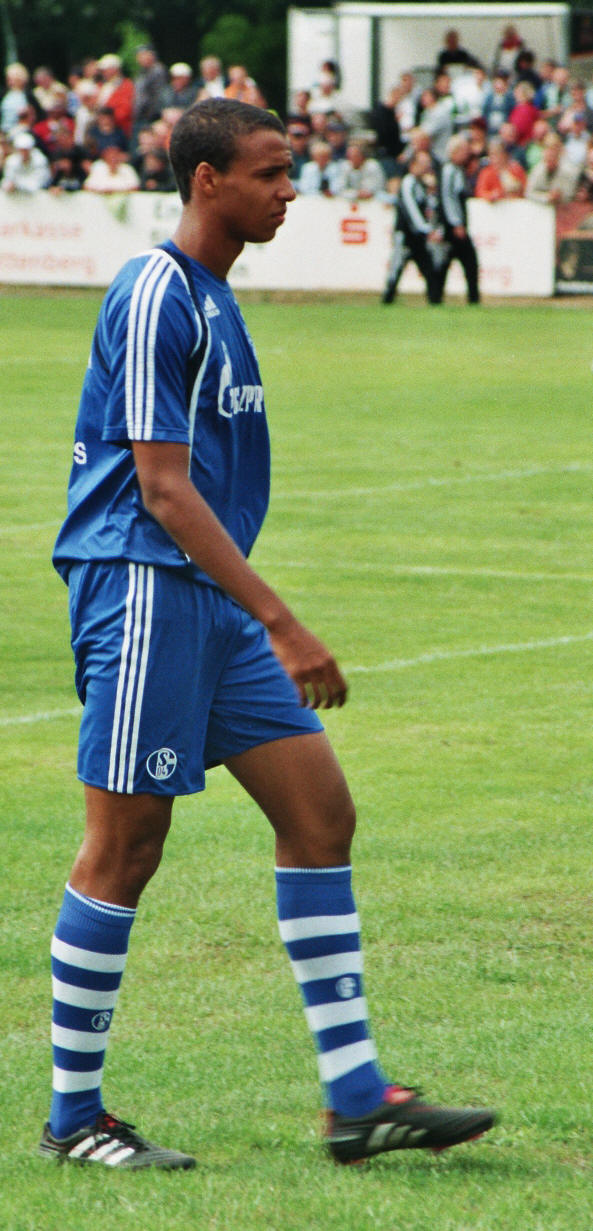
ماتيب يلعب مع شالكه 04 عام 2010

ظهر ماتيب ولأول مرة مع شالكه في يوم 27 أكتوبر 2009 ضد نادي ساربروكن.
لعب أول مباراة له في الدوري الألماني ضد نادي بايرن ميونخ حيث سجل أمامهم هدف التعادل وصار رجلًا للمباراة.
في 2 مارس 2010 وقع ماتيب مع نادي شالكه عقدًا تصل مدته إلى 3 سنوات ونصف.
في يناير 2012 أعلن نادي شالكه أن ماتيب قد مدد عقده لمدة عامين إضافيين ليستمر إلى يونيو 2016.
في 23 فبراير من عام 2013 سجل ماتيب هدفين أمام نادي فورتونا دوسلدورف ليضمن شالكه الفوز الثاني له في 12 مباراة.

### ليفربول

#### موسم 2016–17
في 15 فبراير 2016 وقع ماتيب عقدًا مسبقًا مع نادي ليفربول الإنجليزي قبل انتقاله بشكل مجاني، بعد إنتهاء عقده مع نادي شالكه.
ظهر لأول مرة مع الفريق ضد نادي بيرتن ألبيون من بطولة كأس الرابطة الإنجليزية والتي إنتهت بالفوز بنتيجة 5–0 للريدز.
سجل ماتيب أول هدف له رفقة الريدز ضد نادي كريستال بالاس على ملعب سيلهرست بارك والتي كانت في 29 أكتوبر. تم إختيار ماتيب ليكون لاعب الشهر لفريق ليفربول في نوفمبر بسبب أداء اللاعب الممتاز وقتها.
تم استبعاد ماتيب من المباراة أمام نادي مانشستر يونايتد في 15 يناير 2017، حيث كان ليفربول لم يحصل بعد على توضيح كامل من الفيفا بشأن أهليته، وأيضًا اتحاد الكاميرون لكرة القدم فشل في إثبات عدم قدرة ماتيب على لعب كرة القدم مع النادي الخاص به أثناء إقامة بطولة كأس الأمم الأفريقية 2017.
أصبح ماتيب لاعبًا أساسيًا وركيزة يُعتمد عليها بعد أن كان قد تعرض للإنتقاد من قبل الجماهير في الموسم الماضي، موسم 2016-2017.

#### موسم 2017–18

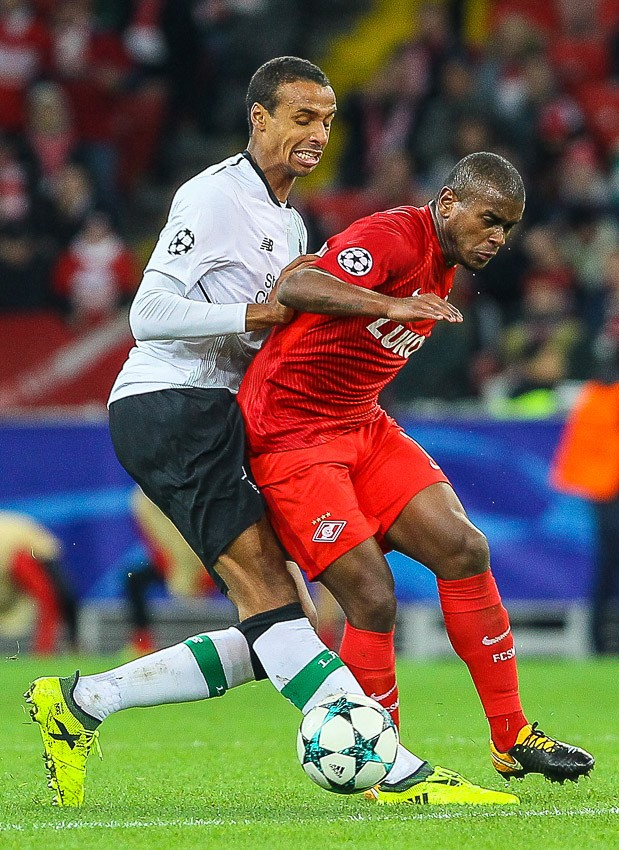
ماتيب يلعب مع ليفربول عام 2017

في 1 أكتوبر 2017، تعرض ماتيب لانتقادات بسبب أدائه الضعيف أمام نادي نيوكاسل يونايتد، حيث تم اعتباره المتسبب في هدف نيوكاسل.
في 4 نوفمبر، سجل ماتيب هدفه الأول في موسم 2017–18، حيث سجل في الفوز 4–1 على نادي وست هام يونايتد على ملعب لندن.
في 27 يناير 2018، سجل ماتيب هدفًا في مرماه في مباراة إنتهت بالهزيمة 2–3 على أرضه أمام وست بروميتش ألبيون في كأس الاتحاد الإنجليزي.
في 31 مارس، خلال المباراة ضد كريستال بالاس، تعرض ماتيب لإصابة في الفخذ. في 3 أبريل، أعلن ليفربول أنه سيخضع لعملية جراحية، وأنه سيغيب لبقية الموسم.

#### موسم 2018–19
عانى ماتيب من إصابة عضلية أخرى في يوليو 2018 خلال الفترة التحضيرية التي يقوم بقا الفريق للموسم في الولايات المتحدة،
لكنه تعافى ليكون لاعبًا على دكة البدلاء في مباراة الفوز 2-0 خارج أرضه على نادي كريستال بالاس في 20 أغسطس.
في 13 ديسمبر 2018، تعرض ماتيب لكسر في الترقوة بعد الفوز 1–0 في مباراة ببطولة دوري أبطال أوروبا أمام نادي نابولي.
جعلته الإصابة يغيب عن الملاعب ل6 أسابيع. على الرغم من ذلك كان المدير الفني ل‍نادي فولهام وهو الإيطالي كلاوديو رانييري مهتم بالتعاقد معه،
بقي ماتيب في ليفربول لبقية الموسم، حيث أسس نفسه في التشكيلة الأساسية. في 1 يونيو 2019، صنع ماتيب هدف ديفوك أوريغي في الدقيقة 87 من نهائي دوري أبطال أوروبا 2019، والتي شهدت فوز ليفربول على نادي توتنهام هوتسبير بنتيجة 2–0؛ حيث فاز فيها باللقب.

#### موسم 2019–20
في 4 أغسطس 2019 سجل ماتيب هدف التعادل على نادي مانشستر سيتي في مباراة درع الاتحاد الإنجليزي 2019 التي تمت إقامتها على ملعب ويمبلي حيث إنتهت بخسارة الريدز بركلات الترجيح 5–4.
في 24 أغسطس 2019، سجل ماتيب أول هدف له في الدوري الإنجليزي الممتاز هذا الموسم، وافتتح التسجيل في الفوز بنتيجة 3-1 على أرضه على نادي أرسنال.
في 18 أكتوبر، وقع ماتيب عقدًا مع نادي ليفربول تصل مدته إلى عام 2024.
في موسم 2019-2020 عانى ماتيب من الإصابات وأخذ اللاعب جو غوميز مكانه بجانب فيرجيل فان دايك. وقعت أول إصابة له في مباراة يوم 20 أكتوبر 2019 ضد غريمه مانشستر يونايتد، عاد في يناير 2020 ليلعب أساسيًا قبل توقف الدوريات الكروية بسبب إنتشار فيروس كورونا المستجد في العالم. أصيب مرة أخرى في مباراته في ديربي الميرسيسايد أمام نادي إيفرتون.

#### موسم 2020–21

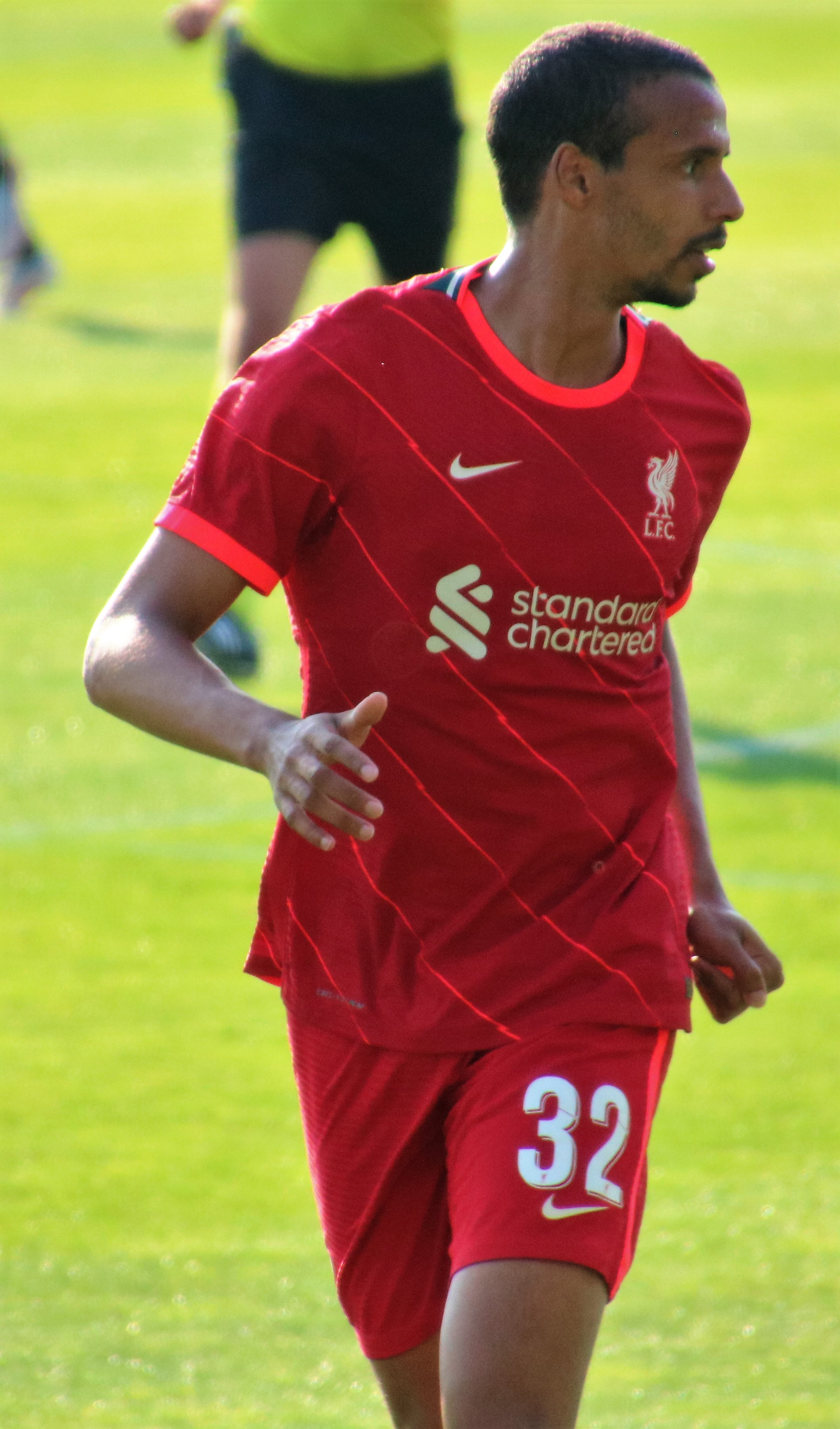
ماتيب يلعب مع ليفربول عام 2021

في 28 يناير 2021، تم استبدال ماتيب في نهاية الشوط الأول ضد نادي توتنهام هوتسبير. في 1 فبراير 2021، تم الكشف عن تعرضه لإصابة في أربطة الكاحل وسيغيب عن باقي مباريات الموسم.

#### موسم 2021–22
في 23 فبراير 2022، سجل ماتيب هدفه الأول في موسم 2021–22 في الفوز 6–0 على ليدز يونايتد. حصل على جائزة لاعب الشهر في الدوري الإنجليزي الممتاز لشهر فبراير في 11 مارس.

#### موسم 2022–23
في 13 سبتمبر 2022، سجل ماتيب هدفه الأول مع ليفربول في دوري أبطال أوروبا برأسية في الفوز 2–1 على نادي أياكس في مباراة ب‍دوري أبطال أوروبا 2022–23 على ملعب أنفيلد.

## مسيرته الدولية
تم استدعاء ماتيب في 23 ديسمبر 2009 للعب مع الكاميرون في كأس الأمم الأفريقية 2010 لكنه رفض المشاركة في البطولة.
في 2 مارس 2010، اختار ماتيب حيث كان يبلغ من العمر 18 عامًا، أن يمثل الكاميرون، وذلك قبل لعب مباراة ودية أمام إيطاليا في 3 مارس 2010. ظهر لأول مرة في المباراة أمام إيطاليا واستمر في اللعب للكاميرون في كأس العالم 2010. كان أيضًا جزءًا من تشكيلة الكاميرون في كأس العالم 2014 حيث لعب مبارتين وسجل ضد أصحاب الأرض البرازيل، وهو هدف الفريق الوحيد في البطولة.
في يناير 2017، تم استدعاء ماتيب للعب في كأس الأمم الأفريقية 2017 لكنه رفض الاستدعاء. تم الكشف لاحقًا عن اعتزال ماتيب دوليًا عندما كان لا يزال في شالكه، لكنه لم يتبع إجراءات الاتحاد الدولي لكرة القدم بإبلاغ الاتحاد الكاميروني لكرة القدم بالأمر عبر رسالة. أثناء قيام الاتحاد الدولي لكرة القدم بتهدئة الوضع، لم يستطع ماتيب اللعب لليفربول؛ حيث غاب بعد ذلك عن مباراة في الدوري الإنجليزي الممتاز أمام مانشستر يونايتد ومباراة كأس الاتحاد الإنجليزي في الدور الثالث أمام بليموث أرجايل.
وخرج ماتيب قائلًا بأن سبب اعتزاله الدولي هو عدم رضاه عن إعداد المنتخب الوطني وتجربته السيئة مع الجهاز الفني للفريق.

## حياته الشخصية
ولد ماتيب في بوخوم، شمال الراين-وستفاليا، لأم ألمانية لها أصول أسيوية ووالده جان ماتيب لاعب كرة قدم سابق للكاميرون. كما أنه شقيق زميله الكاميروني الدولي مارفين ماتيب وهو قريب اللاعب جوزيف-ديزيريه جوب. التحق بمدرسة بيرغر فيلد. تزوج من لاريسا ستونويرك عقب الفوز بلقب الدوري الإنجليزي الممتاز 2019–20، وفي يونيو 2021، رزق ماتيب بأول طفل وهو ابن.

## روابط خارجية
- جويل ماتيب على موقع الاتحاد الدولي (مؤرشف)  (الإنجليزية)
- جويل ماتيب على موقع الاتحاد الأوربي (الإنجليزية)
- جويل ماتيب على موقع قاعدة بيانات كرة القدم.إي يو (الإنجليزية)
- جويل ماتيب على موقع بيانات كرة القدم. دي إي (الألمانية)
- جويل ماتيب على موقع ليكيب (الفرنسية)
- جويل ماتيب على موقع ناشيونال فوتبول تيمز (الإنجليزية)
- جويل ماتيب على موقع Soccerbase.com (لاعب) (الإنجليزية)
- جويل ماتيب على موقع Soccerway.com (الإنجليزية)
- جويل ماتيب على موقع عالم كرة القدم.نت (الإنجليزية)
- جويل ماتيب على موقع كووورة